# Gråt inte över mig, mor
Gråt inte över mig, mor är en östortodox kristen ikon som föreställer Jesus Kristus och Jungfru Maria (Guds Moder).

## Beskrivning
Ikonen föreställer Kristus i en kista med slutna ögon och med armarna i kors över bröstet. Bredvid Kristus står Jungfru Maria och sörjer honom. Dess storlek är 31,1 x 26,6 centimeter.
Ikonen kan jämföras med Pietà inom den västliga kristendomen.